# Суперкубок Ізраїлю з футболу
Суперкубок Ізраїлю з футболу імені Нехамії Бен-Авраама (івр. אלוף האלופים ע"ש נחמיה בן-אברהם) — ізраїльський футбольний турнір, який розігрується у щорічному матчі між чемпіоном Прем'єр-ліги Ізраїлю і володарем Кубка Ізраїлю (у випадку виграшу одним клубом «дубля» — у чемпіонаті, і Кубку Ізраїлю — в Суперкубку грає володар «дубля» і команда, що посіла в чемпіонаті друге місце).

## Історія
Перший розіграш Суперкубка Ізраїлю відбувся в сезоні 1956/57. До 1974 року турнір проходив від випадку до випадку. У сезоні 1973/74 було прийняте рішення проводити турнір щорічно.
У 1979 році, після смерті спортивного коментатора Нехамії Бен-Авраама, турніру присвоєне його ім'я.
Розіграш турніру перервався у 1990 році. За підсумками сезону 2005/06 було вирішено відродити турнір, але початок Лівансько-ізраїльського конфлікту 2006 року завадило цьому.
У 2014 році Ізраїльська футбольна асоціація вирішила відродити турнір за підсумками сезону 2013/14, але 30 червня 2014 року ухвалено рішення, через близькість дати матчу до дати фіналу чемпіонату світу з футболу, відкласти відродження турніру на один сезон.
15 серпня 2015 року відбувся матч між чемпіоном і володарем Кубка Ізраїлю «Маккабі (Тель-Авів)» і срібним призером чемпіонату «Хапоель (Кір'ят-Шмона)».

### Перемоги в Суперкубку по клубах
| Клуб                   | Перемоги (одноосібні/розділені) | Роки перемог (* означають розділені перемоги)   | Роки поразок у фіналі        |
| ---------------------- | ------------------------------- | ----------------------------------------------- | ---------------------------- |
| Маккабі (Тель-Авів)    | 8 (7/1)                         | 1965*, 1968, 1977, 1979, 1988, 2019, 2020, 2024 | 1970, 2015, 2021, 2025       |
| Маккабі (Хайфа)        | 5 (5/2)                         | 1962*, 1985, 1989, 2021, 2023                   | 1984, 2016, 2022             |
| Хапоель (Тель-Авів)    | 5 (5/0)                         | 1957, 1966, 1969, 1970, 1981                    | 1983, 1986, 1988             |
| Маккабі (Нетанья)      | 5 (5/0)                         | 1971, 1974, 1978, 1980, 1983                    |                              |
| Хапоель (Беер-Шева)    | 5 (5/0)                         | 1975, 2016, 2017, 2022, 2025                    | 1976, 2018, 2020             |
| Бейтар (Єрусалим)      | 2 (2/0)                         | 1976, 1986                                      | 1978, 1979, 1985, 1989, 2023 |
| Хапоель (Кфар-Сава)    | 1 (1/0)                         | 1982                                            | 1975, 1980, 1990             |
| Бней-Єгуда             | 1 (1/0)                         | 1990                                            | 1968, 1981, 2017, 2019       |
| Хакоах Маккабі Амідар  | 1 (0/1)                         | 1965*                                           | 1969, 1971                   |
| Хапоель (Петах-Тіква)  | 1 (0/1)                         | 1962*                                           | 1957                         |
| Хапоель (Лод)          | 1 (1/0)                         | 1984                                            |                              |
| Хапоель (Кір'ят-Шмона) | 1 (1/0)                         | 2015                                            |                              |
| Хапоель (Хайфа)        | 1                               | 2018                                            | 1966, 1974                   |
| Хапоель (Єгуд)         | 0                               |                                                 | 1982                         |
| Маккабі (Яффа)         | 0                               |                                                 | 1977                         |